# Saint-Memmie
Saint-Memmie  là một xã thuộc tỉnh Marne trong vùng Grand Est đông nam nước Pháp. Xã này nằm ở khu vực có độ cao trung bình 83 mét trên mực nước biển.